# Sphingidae
Sphingidae là một họ bướm đêm gồm khoảng 1.200 loài (Grimaldi & Engel, 2005), phân bố chủ yếu ở vùng nhiệt đới(Scoble, 1995). Chúng có kích thước trung bình đến lớn và được phân biệt với các loài bướm đêm khác bởi khả năng bay ổn định và nhanh của chúng (Scoble, 1995). Cánh hẹp và bụng thẳng làm cho chúng bay nhanh.